# Neotrichoporoides tobiasi
Neotrichoporoides tobiasi är en stekelart som beskrevs av Kostjukov 2004. Neotrichoporoides tobiasi ingår i släktet Neotrichoporoides och familjen finglanssteklar.
Artens utbredningsområde är Turkmenistan. Inga underarter finns listade i Catalogue of Life.